# Six4one
I six4one sono stati un gruppo musicale che ha rappresentato la Svizzera all'Eurovision Song Contest 2006, dove ha presentato il brano If We All Give a Little.
Il gruppo era composto da sei artisti scelti dal produttore discografico tedesco Ralph Siegel nel 2005.

## Formazione
- Andreas Lundstedt, cantante svedese già membro del gruppo pop Alcazar
- Tinka Milinović, cantante d'opera bosniaca
- Claudia D'Addio, cantante svizzera anche conosciuta come Diamá
- Keith Camilleri, cantante maltese
- Marco Matias, cantante tedesco di origini portoghesi
- Liel Kolet, cantante israeliana